# Stanley Kubrick e me
Stanley Kubrick e me è un libro di memorie scritto da Emilio D'Alessandro con Filippo Ulivieri, pubblicato da Il Saggiatore nel 2012. Il libro racconta la vita di Emilio D'Alessandro e il suo rapporto con il regista Stanley Kubrick, di cui è stato l'assistente personale per trent'anni. Dal libro è stato tratto il documentario S is for Stanley, diretto da Alex Infascelli.

## Trama
Nel 1960 a 18 anni Emilio D'Alessandro va in cerca di fortuna in Inghilterra. A Londra diventa pilota automobilistico e debutta in Formula Ford gareggiando contro Emerson Fittipaldi e James Hunt. Alle soglie della Formula 1, la crisi economica lo costringe ad abbandonare il mondo delle corse. Trovato un nuovo lavoro come autista privato, Emilio accompagna registi e attori del cinema britannico fino a quando alla fine del 1970 viene convocato a casa di un certo Mr. Kubrick che lo assume in esclusiva.
Elemento indispensabile delle complicate produzioni, Emilio raccoglie pensieri, timori e gioie di tutti i collaboratori di Kubrick: l'intraprendenza di Ryan O’Neal, la spavalderia di Jack Nicholson, le crisi di Shelley Duvall messa a dura prova dagli infiniti ciak di Shining, la dedizione di Tom Cruise e Nicole Kidman al progetto Eyes Wide Shut. Emilio diventa anche un aiuto prezioso per l'organizzazione di Childwickbury, l'enorme maniero in cui il regista vive e lavora, e infine l'unico responsabile della gestione degli uffici privati. Leale, discreto e trasparente, Emilio si guadagna la fiducia di Kubrick, diventandone via via il segretario, il tuttofare, il confidente, l'amico più fidato.

## Critica
Antonio Gnoli sul Venerdì di Repubblica ha definito il libro "una favola unica [raccontata] con devozione, rispetto e libertà, senza gli ineleganti orpelli e gli improbabili dettagli che spesso decorano gli incontri straordinari." Mario de Santis di Radio Capital ha definito Emilio "un totem affettivo" per Kubrick, chiamando il libro "una sorta di romanzo sentimentale su un rapporto obliquo tra due anime, in cui genio e umiltà si integrano e talvolta si scambiano di posto." Il critico cinematografico Alberto Crespi ha recensito Stanley Kubrick e me su L'Unità come "un libro a suo modo strepitoso, forse il più importante mai scritto su Stanley Kubrick."
Secondo il New York Times, Stanley Kubrick e Me è "una curiosa delizia piena di rivelazioni ... un irresistibile ritratto sull'amicizia, la lealtà e il temperamento artistico." Per la Kirkus Review il libro costituisce "il miglior sguardo dall'interno sulla seconda parte della vita di Kubrick". Per il Publishers Weekly, la rivista degli editori americani, Stanley Kubrick e Me è "assolutamente affascinante ... con un tono scorrevole e invitante dipinge un ritratto umanissimo di un artista difficilmente avvicinabile."

## Opere derivate
Nel 2013 i diritti di adattamento cinematografico del libro vengono acquistati dalla casa di produzione Kinethica di Alex Infascelli, che realizza nel 2015 il film S is for Stanley. Il documentario, che vede Emilio D'Alessandro e sua moglie Janette Woolmore raccontare la propria vita, mentre la voce di Roberto Pedicini legge le lettere e i biglietti di Stanley Kubrick conservati da Emilio, è stato scritto dallo stesso Infascelli con Filippo Ulivieri e Vincenzo Scuccimarra. S is for Stanley viene presentato in anteprima alla Festa del Cinema di Roma il 12 ottobre 2015 e il 18 aprile 2016 vince il David di Donatello come Miglior Documentario di Lungometraggio dell'anno.